# 라시다 다티

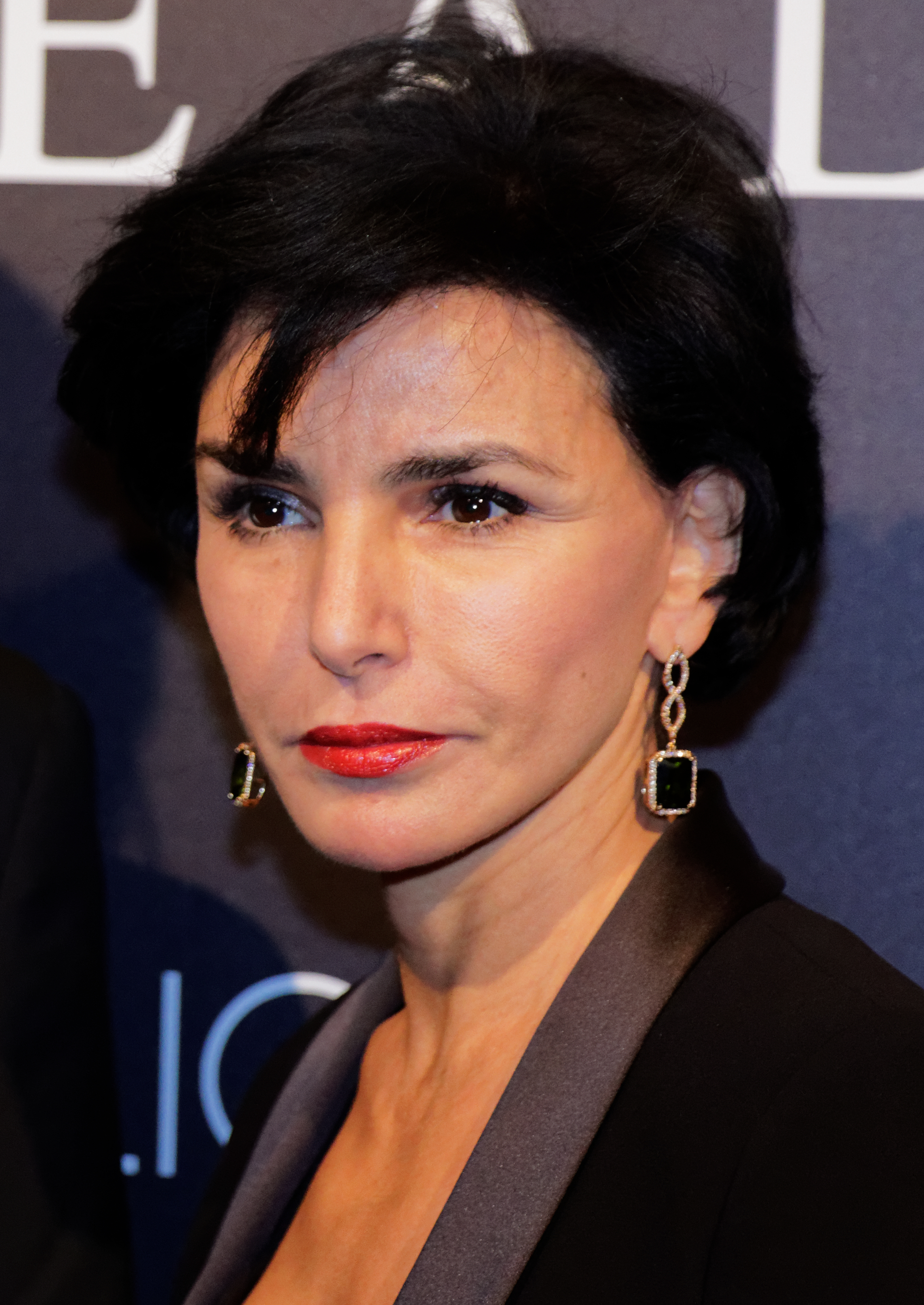

라시다 다티(프랑스어: Rachida Dati, 1965년 11월 27일 ~ )는 프랑스의 정치인으로 전직 유럽의원(일드프랑스 선거구)이다. 유럽의원 이전에는 법무장관을 지냈으며, 2007년 대선 당시 니콜라 사르코지 후보의 대변인을 맡았다. 사르코지가 대통령으로 당선된 이후 2007년 5월 18일 법무장관으로 임명되었다. 2008년 3월 29일 파리 7구청장으로 당선되었다.
2017년 공화당 전당대회에서 로랑 보키에를 지지했으며, 2019년 초 2020년 파리 시장 선거에 출마할 것을 선언했다.

## 역대 선거 결과
| 선거명      | 직책명                       | 대수 | 정당         | 1차 득표율 | 1차 득표수 | 2차 득표율 | 2차 득표수 | 결과         | 당락                     |
| ----------- | ---------------------------- | ---- | ------------ | ---------- | ---------- | ---------- | ---------- | ------------ | ------------------------ |
| 2008년 선거 | 시의원 (파리 7구)            | -대  | 대중운동연합 | 49.50%     | 8,894표    | 57.69%     | 9,934표    | 1위          | 파리 시의원 당선         |
| 2009년 선거 | 유럽의원 (일드프랑스 선거구) | 7대  | 대중운동연합 | 29.60%     | 828,172표  |            |            | 비례대표 2번 | 일드프랑스 유럽의원 당선 |
| 2014년 선거 | 시의원 (파리 7구)            | -대  | 대중운동연합 | 41.01%     | 7,345표    | 55.46%     | 9,785표    | 1위          | 파리 시의원 당선         |
| 2020년 선거 | 파리 시장                    | 14대 | 공화당       | 22.72%     | 125,639표  | 34.32%     | 159,059표  | 2위          | 낙선                     |
| 2020년 선거 | 시의원 (파리 7구)            | -대  | 공화당       | 50,69%     | 7,678표    |            |            | 1위          | 파리 시의원 당선         |